# Horror soprannaturale
L'horror soprannaturale è un genere cinematografico che combina aspetti del cinema horror e del genere soprannaturale. Nei film che rientrano in questo genere, gli eventi di natura soprannaturale riguardano spesso fantasmi e demoni; molte volte, inoltre, è anche presente l'elemento religioso. Temi comuni dell'horror soprannaturale sono l'aldilà, il Diavolo, una possessione demoniaca e la stregoneria.